# NGC 6495
NGC 6495 ist eine 12,6 mag helle elliptische Galaxie vom Hubble-Typ E1 im Sternbild Herkules am Nordsternhimmel. Sie ist schätzungsweise 147 Millionen Lichtjahre von der Milchstraße entfernt und hat einen Durchmesser von etwa 85.000 Lichtjahren. Vermutlich bildet sie gemeinsam mit NGC 6490 ein gravitativ gebundenes Galaxienpaar.
Im selben Himmelsareal befinden sich u. a. die Galaxien NGC 6500 und NGC 6501.
Die Typ-Ia-Supernova SN 1998bp wurde hier beobachtet.
Das Objekt wurde am 11. Mai 1864 von Albert Marth entdeckt.